# December Song (I Dreamed of Christmas)
December Song (I Dreamed of Christmas) è un singolo di George Michael, pubblicato il 25 dicembre 2008. L'uscita della canzone fu preannunciata durante una delle tappe del suo 25 Live Tour.
La canzone è stata resa scaricabile in modo gratuito dal sito web del cantante il 25 e il 26 dicembre 2008. Dopo essere stata eseguita nella serata finale di The X Factor, la canzone è stata ripubblicata per il mercato discografico il 14 dicembre 2009, debuttando alla quattordicesima posizione della classifica inglese.

## Video musicale
Il video musicale è stato pubblicato solo ad un anno dall'uscita del singolo, ovvero nel dicembre 2009. In esso non compare il cantante e inoltre è stato creato come cartone animato.

## Classifiche
| Classifica (2009) | Posizione massima |
| ----------------- | ----------------- |
| Austria           | 63                |
| Belgio (Vallonia) | 76                |
| Germania          | 37                |
| Italia            | 36                |
| Paesi Bassi       | 18                |
| Regno Unito       | 14                |
| Svezia            | 43                |